# Pula (Italië)
Pula is een gemeente in de Italiaanse provincie Cagliari (regio Sardinië) en telt 6937 inwoners (31-12-2004). De oppervlakte bedraagt 138,7 km², de bevolkingsdichtheid is 50 inwoners per km².
De volgende frazioni maken deel uit van de gemeente: S.Margherita di Pula.

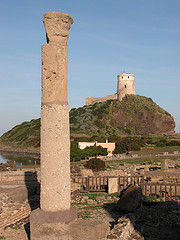
Romeinse zuil in Pula
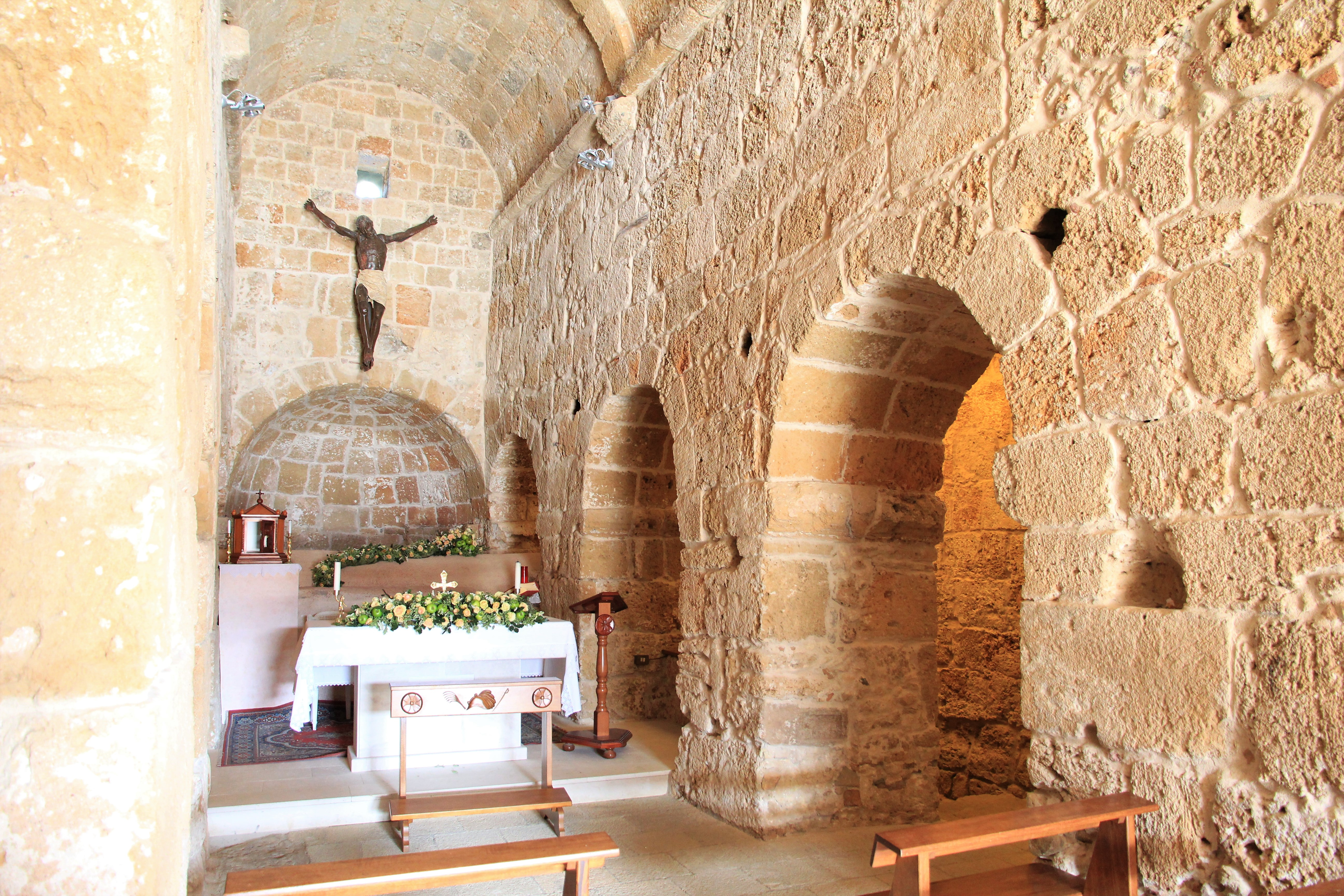
Kerk van Sant'Efisio
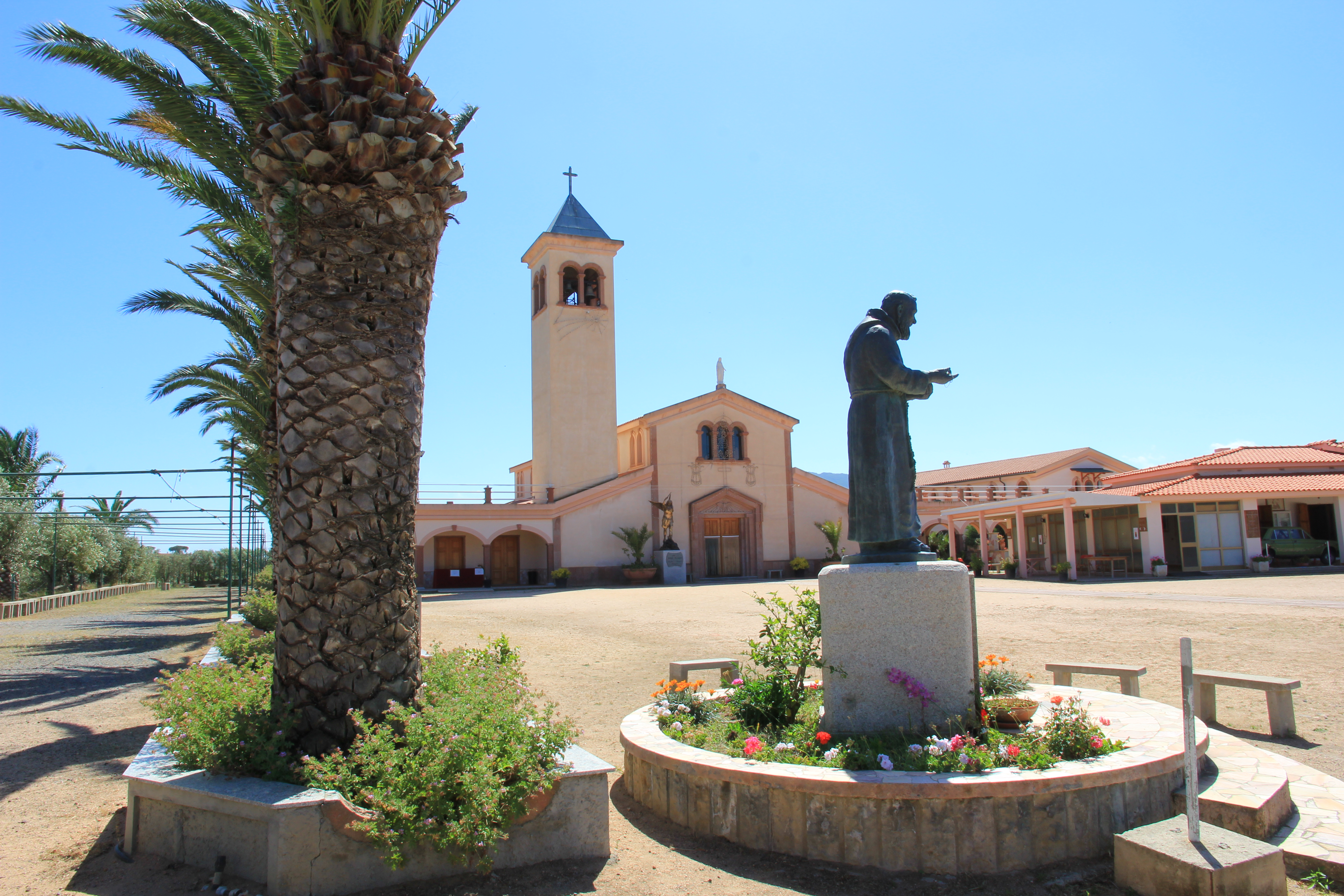
Kerk o.l.v. van de vertroosting

## Demografie
Pula telt ongeveer 2729 huishoudens. Het aantal inwoners steeg in de periode 1991-2001 met 11,6% volgens cijfers uit de tienjaarlijkse volkstellingen van ISTAT.
| Jaar | Inwoneraantal |
| ---- | ------------- |
| 1991 | 5857          |
| 2001 | 6535          |

## Geografie
De gemeente ligt op ongeveer 10 m boven zeeniveau.
Pula grenst aan de volgende gemeenten: Domus de Maria, Santadi (CI), Sarroch, Teulada, Villa San Pietro.